# Baule (Loiret)
Baule és un poble francès al departament del Loiret, al Cantó de Beaugency i limita amb el cantó de Meung-sur-Loire. El nom de la comuna, Baule, ve del llati boola, que volt dit terra no conreada. En el segle xii, la baronia de Baule dépenia del comtat de Beaugency.